# Kenbuchi
Kenbuchi (剣淵町, Kenbuchi-chō) és una vila ubicada a la Subprefectura de Kamikawa a l'illa de Hokkaido, al Japó.
La població l'any 2019 és de 3.070 habitants, amb una densitat de 23,44 habitants/km². La seva àrea és de 131.20 km².
Des del 1988, aquesta ciutat ha estat el centre d'activitat de la indústria del llibre il·lustrat a Hokkaido i actualment és la seu del Museu del Llibre Il·lustrat("Picture Book Museum"). Entre els més de 39.000 volums, el museu acull una gran varietat de llibres, japonesos, internacionals, llibres pop-up i llibres originals artesanals. També hi ha més de 5.000 llibres que han estat nominats en el gran premi del llibre il·lustrat durant els darrers vint anys. Figura per tant a la llista de viles del llibre.